# 인천운서초등학교
인천운서초등학교는 대한민국 인천광역시 중구에 있는 공립 초등학교이다.

## 학교 연혁
- 1946.09.01 인천영종국민학교 운서분교 인가
- 1953.05.16 인천운서국민학교 승격 및 개교
- 1953.06.15 초대 이규환 교장 취임
- 1954.03.23 제1회 졸업식
- 1996.03.01 인천운서초등학교로 개명
- 2002.01.12 시계탑 설치(제13회 동창회 기증)
- 2004.01.29 교실(3층) 및 관사(1동) 신축
- 2009.03.01 제21대 하상교 교장 취임
- 2009.03.02 교육과학기술부 녹색성장교육 시범연구학교 지정(2009~2010)
- 2009.12.10 운동장 스탠드 조성 및 차양막 설치
- 2010.03.02 인천국제공항공사 지원 지역학교 특성화 1기 사업 운영(2007~2010)
- 2010.03.02 인천광역시 무형문화재 전수학교 지정(2010~)
- 2010.06.20 생태연못 조성
- 2010.07.01 자전거 거치대(40대)설치
- 2010.09.30 승강기 설치
- 2010.10.29 다목적 운동장 준공
- 2010.11.06 인천광역시 초·중·고등학생 전통음악경연대회 우수상
- 2011.02.28 창문(2 ~ 3층) 안전바 설치
- 2011.03.02 인천국제공항공사 지원 지역학교 특성화 2기 사업 운영(2011~2013)
- 2011.09.27 제12회 초·중·고등학생 전통음악경연대회 국악관현악합주 우수상
- 2012.03.02 인천국제공항공사 지원 지역학교 특성화 2기 사업 운영(2011~2013)
- 2012.08.18 방송실 현대화 공사 준공
- 2012.11.01 제13회 초·중·고등학생 전통음악경연대회 국악관현악합주 우수상
- 2012.12.10 인천광역시 학력향상 우수학교 선정
- 2012.12.28 인천광역시 2012 창의인성교육활동 문화예술부문 우수학교 표창
- 2013.02.15 제60회 졸업식(20명, 누적 계 3,408명)
- 2013.03.01 제22대 엄태곤 교장 취임
- 2013.03.04 인천국제공항공사 지원 지역학교 특성화 2기 사업 운영(2011~2013)
- 2013.08.24 2013 교육장배 스포츠클럽 플로어볼대회 남녀 우승
- 2013.09.15 2013 교육감배 스포츠클럽 플로어볼대회 여자 우승, 남자 준우승
- 2013.11.26 2013 학교평가 우수학교 수상
- 2013.11.27 제14회 초·중·고등학생 전통음악경연대회 국악관현악합주 최우수상